# Órigenész (exegéta)
Órigenész (görögül: Ὠριγένης Ōrigénēs) vagy Órigenész Adamantiosz (Alexandria 184-186 körül – Türosz, 254) görög nyelven alkotó egyiptomi ókeresztény teológiai író, exegéta, azaz a szentírás-magyarázat tudósa. Az alexandriai iskola egyik legkiemelkedőbb korai alakja.  
A korai keresztény teológia, az apologetika és az aszkézis egyik legbefolyásosabb és legvitatottabb alakja volt. Úgy jellemezték, mint "a korai egyház valaha élt legnagyobb zsenije". Egyes keresztény csoportok egyházatyának tekintik. Széles körben az egyik legbefolyásosabb keresztény teológusként tartják számon.
A kereszténység egy része eretneknek tartja őt, 
és Alexandriában már életében megkérdőjelezték ortodoxiáját, ennek ellenére a halála után alexandriai Dionüsziosz pápa lett a teológiájának egyik legjelentősebb támogatója.

## Élete
Valószínűleg Alexandriában született 185 táján. Életéről sok mindent Eusebius leírása alapján tudunk, aki őt szentként ábrázolta. Eusebius azonban a róla szóló tudósítást csaknem ötven évvel Órigenész halála után írta, és kevés megbízható forráshoz férhetett hozzá az életéről, különösen korai éveiről.
Eusebius alapján az apja, Leonidasz mártírhalált halt a 202-es üldözésben, így neki kellett gondoskodnia anyjáról és hat öccséről. Munkát vállalt, hogy eltarthassa a családját, anyját és testvéreit, mivel apja (Leonidasz) vértanúhalála után vagyonukat elkobozták, így elszegényedtek. Az apja örököseként az ő felelőssége lett az egész család ellátása  és a nyelvtan tanításával pénz keresett.  
18 éves korában katekétává nevezték ki az alexandriai iskolába. Sokan azt feltételezték, hogy Órigenész lett az iskola vezetője, de mások szerint ez nagyon valószínűtlen, és valószínűbb, hogy egyszerűen csak fizetett tanári állást kapott.
Az aszkézis vonzotta. Eusebius azt is állította, hogy Órigenész fiatal férfiként kasztrálta magát, hogy szabadon dolgozhasson a női katekumenok oktatásában.
Eusebius szerint fiatalon egy gazdag nő fogadta a házába be, aki egyben egy nagyon befolyásos antiókhiai gnosztikus teológus pártfogója is volt, aki gyakran előadásokat tartott az otthonában. Később Órigenésznek sikerült egy Ambrose nevű gazdag embert a valentin-rendi gnoszticizmusból az ortodox kereszténységre térítenie. Ambrose-t annyira lenyűgözte a fiatal Órigenész, hogy a rendelkezésére bocsátott egy házat, egy titkárt és több gyorsírót. Órigenésztől pedig özönlöttek a különféle értekezések és kommentárok.
Hírneve miatt nagy kereslet volt rá prédikátorként.
Órigenész többször kérte Demetriust, Alexandria püspökét, hogy szentelje pappá, de Demetrius folyamatosan visszautasította.
229–230 körül Görögországba ment, hogy vitába szálljon a gnosztikus Valentinus egy másik fő követőjével, Candidussal. 
Útközben presbiterré vagy pappá szentelték Cézáreában.  Órigenész felszentelésén Demetrius feldühödött és a nézetei miatt zsinati elítélésére ösztönözte a többi egyházi vezetőt, amelyet azonban Görögországban és Palesztinában nem fogadtak el.
232-ben tartott alexandriai zsinat eretnekség vádjával kiközösítette. 
Ettől kezdve Órigenész Cézáreában élt, ahol sok tanítványt vonzott, és iskolát nyitott. Egyik legjelentősebb tanítványa Gregory Thaumaturgus (Szt. Gergely), a későbbi Neocaesarea püspöke lett.
Valamikor 238 és 244 között Athénba látogatott, ahol befejezte Ezékiel könyvéhez írt kommentárját, és elkezdte írni az Énekek énekéhez fűzött kommentárját.
A Decius római császár által elrendelt keresztényüldözések során elfogták. Bebörtönözték és megkínozták, de túlélte, majd néhány évvel később meghalt.

## Munkássága
A korai kereszténység egyik legegyetemesebb tudósa volt, sokoldalú és termékeny munkásságával a bibliai irodalmi kritika megteremtői és az egyházi dogmák első kialakítói közé tartozik. Fáradhatatlanságáért az „adamantiosz" (legyőzhetetlen) melléknevet kapta. Mintegy kétezer írásáról van tudomásunk, műveit jórészt kivonatokból, a Nagy Szent Vazul által összeállított „Philokalia" című antológiából valamint Szent Jeromos és Tyrannius Rufinus latin nyelvű átdolgozásaiból ismerjük. A töredékesen fennmaradt „Hexapla" (Hatszoros, ti. hat szövegváltozat) című főművében a Biblia megbízható szövegének helyreállítására vállalkozott. Hat hasábban párhuzamba állította az Ószövetség szövegeit; a héber eredetit, a héber szöveg görög betűs átírását, az Aquila-féle görög fordítást, a Szümmakhosz-féle görög fordítást, a Septuaginta szövegét és a Theodotion-féle fordítást. Csak részben maradtak fenn az Ószövetség könyveihez valamint Máté, illetve János evangéliumához fűzött magyarázatai. Exegézisében háromféle – verbális, morális, és misztikus-allegorikus – írásértelmet különböztetett meg, s ezzel megvetette a középkorban szélesen elterjedt bibliamagyarázatok alapját.
„Kata Kelszu” (ismertebb latin címén Contra Celsum, Kelszosz ellen) című műve a nikaiai zsinatot megelőző időszak legjelentősebb apológiája, benne a neoplatonista Kelszosz keresztényellenes iratára felel. „Peri eukhész” (latin címén De oratione, Az imáról) című munkájában az imádság lényegét tárgyalta, míg „Protreptikosz peri martüriu" (latinul Exhortatio ad martyrium, Buzdítás a mártíromságra) című iratát a keresztényüldözések során börtönbe vetett barátaihoz címezte. A keresztény dogmatika első rendszerezését nyújtó „Peri arkhón” (ezt Rufinus fordította latinra De principiis, Az alapelvekről címmel – magyar nyelven A princípiumokról címen jelent meg) művében a hanyatló görög filozófia, különösen a gnoszticizmus és a neoplatonizmus számos elemét mentette át a keresztény tanokba. „Eretnek" tételeit az 533-ban, Konstantinápolyban tartott egyetemes zsinat elítélte ugyan, rendkívüli hatása azonban a középkor századaiban sem csökkent.

## Művei
A bibliai szövegtanulmányozás terén időtálló a Hexapla című munkája. A hat oszlop: 1. héber szöveg, 2. héber szöveg görög betűs átírásban, 3. Aquila fordítás (Hadrianus idején élt), 4. Szümmakhosz (Sept. Severus idején élt), 5. Septuaginta, 6. Theodotion-fordítás (kb. 180-ból). 
- Egzegétikai munkái: scholiák, homíliák, kommentárok.
- Apologetikai művei közül: Kelszosz ellen (Kelszosz pogány filozófusnak a keresztyének ellen 178-ban írt művének cáfolata).
- Gyakorlati teológiai írásai: Az imádságról, Buzdítás a vértanúságra, A húsvétról.
- Dogmatikai főműve: Az alapelvekről (Peri arkhón, De principiis).

2012 júniusában számos művét találták meg egységes (nem töredékes) formában, eredeti görög nyelven egy müncheni könyvtárban, Johann Jakob Fugger (1516-1575) kereskedő könyvgyűjteményében.

## Szentháromságtana
Az ókeresztények a monoteizmus megőrzésére törekedtek a szentháromsági szubordináció által. Alexandriai Kelemen, Órigenész mestere szerint Isten transzcendens monász, a Logosz az Atya „képe”, aki kezdet nélkül születik az Atyától, lényegileg egy vele; a Lélek a Logoszból származó fény és erő – így a Fiúval együtt alá van rendelve az Atyának.
Órigenész az Atya Istenről, mint összetétel nélküli értelmes természetű (simplex intellectualis natura) személyről beszél, aki csak a Fiúban, azaz az Igében (Logoszban) válik érthetővé, aki maga Krisztus (vö. a reneszánsz előtti Atya-ábrázolásokkal). Isten változatlan, emberi tulajdonságokkal fel nem ruházható (vö. antropomorfizmus).
Az Atya tehát mona (egyetlenség, egyedüliség) és einai (egység) → Ő „az Isten”: aki auto einai (saját magától keletkezett, léte magában van). Ezzel szemben a Fiú: közvetítő, az Atya képmása; nemzése örök → nem volt idő, amikor ne lett volna, és Ő nem per adoptionem spiritus filius, sed natura filius. Ezzel együtt a Fiú csak, határozott névelő nélkül, az Atya segítője. A Lélek a Fiú, vagyis az Ige által az Atyától származik. Az Atya, Fiú és Szentlélek három, öröktől fogva létező individuális létezők, miközben az isteni a egy.
Trinitárius hatalmi szubordinacionizmus: az Atya hatalma minden létezőre kiterjed → a Fiúé csak az értelmes lényekre → a Léleké a megkereszteltekre.
Órigenész három felfogását mind a trinitárius egység, mind pedig az egymástól különböző háromság irányában lehetett értelmezni:
- Az Atya és a Fiú személyi (hüposztatikus) különbözősége → Arius kiindulópontja
- A Fiú örök nemzése az Atyától → a IV. századi ortodox trinitarizmus (például Athanasziosz)

Órigenész krisztológiája a két párhuzamos krisztológiai modell tükrében
- Az ortodox vonal a későbbiekben elismeri Krisztus emberi lelkének jelenlétét is, de nem tekinti teológiai tényezőnek
- Az emberi test és lélek együttesen jelen van Krisztusban, mindkettőnek szerepe van a megváltásban (ÚSz: szinoptikusok, Pál)
- Szoteriológiai meggondolás: csak Isten válthatja meg az emberiséget, de a bűnökért járó büntetést ugyanaz a teljes emberi természet kell elszenvedje.

Órigenész szerint a Logosz = Isten bölcsessége (vö. Péld. 8,22). Probléma: teremtmény-e a Logosz?. Krisztus emberi lelke preegzisztens, így szerepe van a megtestesülésben – ezt a tételét kemény bírálat érte a későbbiekben. Órigenész szerint Krisztus istenember, felbukkan a communicatio idiomatum, de az emberi tapasztalatoknak nem az Ige az alanya. A két krisztusi természet viszonya nemcsak közösség, hanem egység is.

## Egyháztana

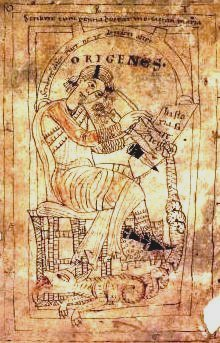
Órigenész

Az egyház coetus populi Christiani, illetve coetus omnium sanctorum (szentek csoportja), de ugyanakkor a Krisztus misztikus teste is. Az Ige úgy lakik az egyházban, az Ő testében, mint a lélek a testben. Órigenész mondja ki elsőnek, hogy az egyház Isten városa itt a Földön , mely szükségképpen legyőzi majd a szekuláris világot. Világosan tanítja: Extra hanc domum, id est ecclesiam, nemo salvatur . Az eretnekek hite nem fides, csupán credulitas .

### Keresztség, eredendő és cselekedeti bűn
Órigenész vallja az eredendő bűn tényét és a gyermekkeresztséget. A keresztség felvétele után elkövetett bűnökre vértanúság, alamizsnálkodás, ellenségnek történő megbocsátás, bűnös megtérítése, szeretetszolgálat és pap előtti bűnbánó gyónás és vezeklés által lehet bocsánatot nyerni. Minden bűn megbocsátható, noha nem mindegyikhez elegendő az imádkozás.

### Úrvacsoratan
A kenyér az imádság és a hálaadás által szent testté, az Úr testévé válik. Az úrvacsora áldozati és bűnből feloldozó jellegét is hangsúlyozza. Krisztus vérét kétféleképpen lehet inni: sacramentorum ritu, illetve úgy, hogy „befogadjuk életadó szavait” (In Num. hom. 16,9).

## Eszkatológia
A legismertebb órigenészi gondolat: mindeneknek a maguk eredeti, tisztán szellemi állapotába való visszaállítása. Azok lelkei, akik itt a Földön bűnt követtek el, halál után tisztítótűznek vettetnek alá, miközben a jók bemennek a Paradicsomba. 
Órigenész számára nincs örökké tartó tűz, illetve pokolbeli büntetés. Minden bűnös megmentetik, még a démonokat és magát a Sátánt is megtisztítja az Ige. Miután ez megtörtént, Krisztus visszaérkezik, és minden ember nem fizikai, hanem szellemi testben támad fel, és Isten lesz minden mindenekben . A világ teremtése ugyanis örökkévaló folyamat: a mi világunk előtt is voltak világok, és ezt is követik majd újabbak .

## A lelkek preegzisztenciája
Ez az órigenészi tanítás szorosan kapcsolódik az apokalipszis gondolatához. A jelen látható világot egy másik előzte meg. A preexisztens emberi lelkek olyan szellemi létezők, akik elestek Istentől az előző világban, és ezért most anyagi testhez vannak kötve. A léleknek az előző világban elkövetett bűnei magyarázzák Istennek kegyelmének különböző mértékét, melyet itt a földön mindenkire külön-külön kiterjeszt. Ezt a gondolatot szintén kemény óegyházi bírálat érte.

## Kritika
Az Órigenész tanítása ellen a kereszténység részéről felhozott fő vádak a következők: 
- a Fiút alsóbbrendűvé tette az Atyánál (szubordinacionizmus), és így az arianizmus előfutára,
- a test feltámadásának spiritualizálása;
- a pokol tagadása,
- spekuláció a lelkekről (preegzisztencia) és világciklusokról;
- a megváltó történelem az időtlen mítoszban való feloldása allegorikus értelmezés segítségével.

## Magyarul megjelent művei
- Kommentár az Énekek énekéhez (ford., bev., bibliográfia, jegyz Pesthy Mónika), Atlantisz Könyvkiadó, Budapest, 1993 (A kútnál) ISBN 9637978364
- Órigenész az imádságról és a vértanúságról (ford., bev., jegyz. Vanyó László) Szent István Társulat, Budapest, 1997 (a katalógusokban formailag hibás ISBN-nel szerepel) ISBN 963-360-806-0, helyes ISBN 963 360 919 4 352 p.
- A princípiumokról. IV. könyv 1-3. Az első keresztény hermeneutika; ford., előszó, jegyz.Pesthy Monika; Hermeneutikai Kutatóközpont, Bp., 1998 (Hermeneutikai füzetek)
- A betű öl, a szellem éltet. Tizenhat homília a Teremtés Könyvéhez; ford., szerk. Heidl György; Kairosz Kiadó–Paulus Hungarus Kiadó, Bp., 1999
- A princípiumokról I–II. ford. Pesthy Monika, Kránitz Mihály, Somos Róbert, előszó, könyvészeti tájékoztató, szerk. Somos Róbert; Paulus Hungarus–Kairosz, Bp., 2003 (Catena. Fordítások)
- Kelszosz ellen; ford., előszó, jegyz. névmutató Somos Róbert; Kairosz, Bp., 2008 (Catena. Fordítások) ISBN 9789636621964, 660 p
- Homíliák a Teremtés könyvéhez; ford., bev., jegyz. Heidl György; 2. jav. kiad.; Kairosz, Bp., 2010 (Catena. Fordítások)
- Kommentár János Evangéliumához; ford., előszó, jegyz. Somos Róbert; Kairosz, Bp., 2017 (Catena. Fordítások)
- Zsoltárhomíliák; ford., előszó, bev., jegyz. Somos Róbert; Kairosz, Bp., 2020 (Catena. Fordítások)
- Az imádságról és a vértanúságról; ford. Vanyó László, bev. átdolg. Somos Róbert; 2. átdolg. kiad.; Szt. István Társulat, Bp., 2022 (Ókori keresztény írók)

## Művei aPatrologia Graecában
- Jacques Paul Migne (szerk.). 11. kötet, Patrologia Graeca ( → hely: Patristica.net) (1857–1866). Hozzáférés ideje: 2015. július 6.
- Jacques Paul Migne (szerk.). 12. kötet, Patrologia Graeca ( → hely: Patristica.net) (1857–1866). Hozzáférés ideje: 2015. július 6.
- Jacques Paul Migne (szerk.). 13. kötet, Patrologia Graeca ( → hely: Patristica.net) (1857–1866). Hozzáférés ideje: 2015. július 6.
- Jacques Paul Migne (szerk.). 14. kötet, Patrologia Graeca ( → hely: Patristica.net) (1857–1866). Hozzáférés ideje: 2015. július 6.
- Jacques Paul Migne (szerk.). 15. kötet, Patrologia Graeca ( → hely: Patristica.net) (1857–1866). Hozzáférés ideje: 2015. július 6.
- Jacques Paul Migne (szerk.). 16. kötet, Patrologia Graeca ( → hely: Patristica.net) (1857–1866). Hozzáférés ideje: 2015. július 6.
- Jacques Paul Migne (szerk.). 17. kötet, Patrologia Graeca ( → hely: Patristica.net) (1857–1866). Hozzáférés ideje: 2015. július 6.